# Boross Ferenc

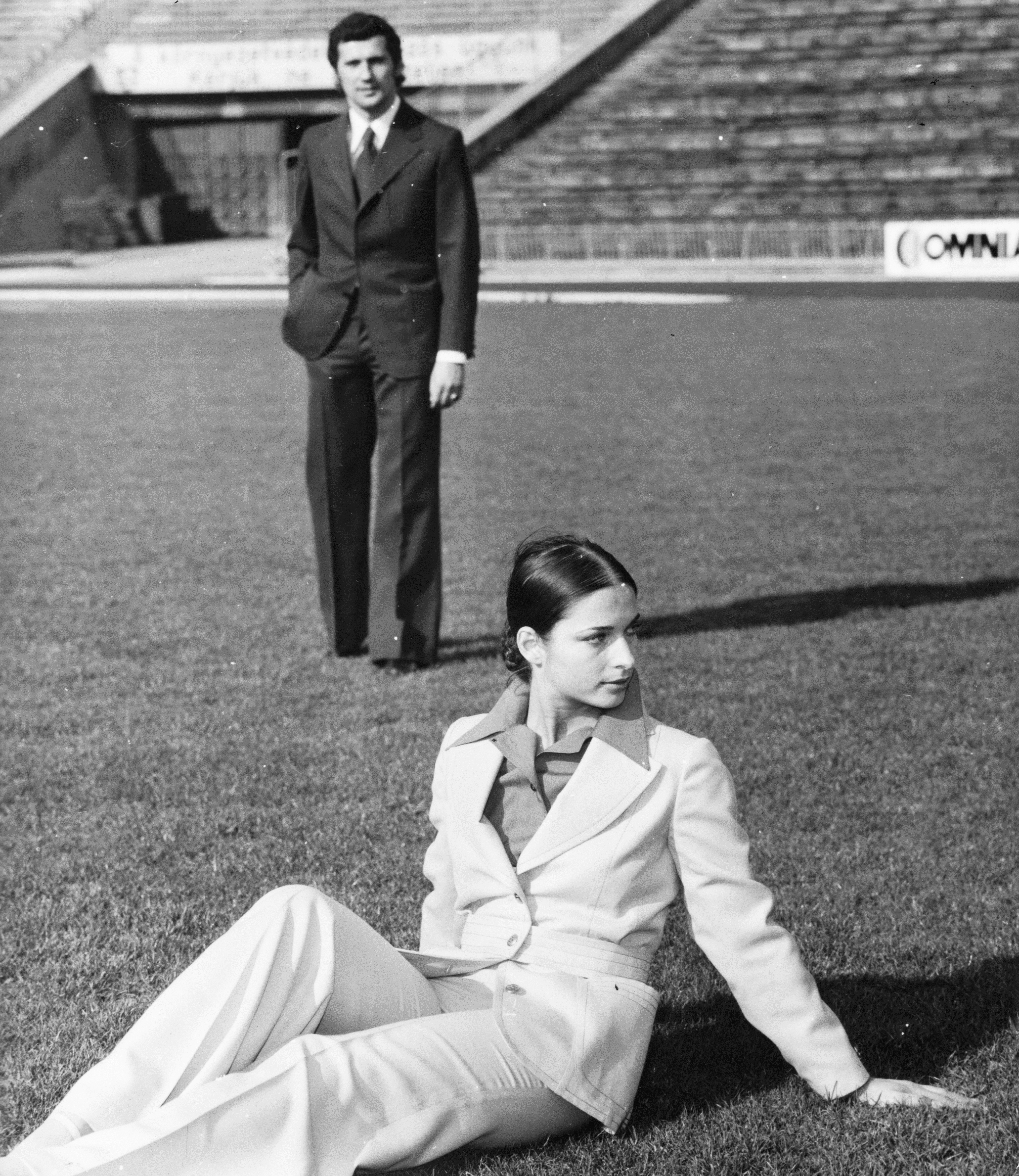
Dombrády Éva és Boross Ferenc (Budapest, 1976)

Boross Ferenc modell, manöken

## Élete
Az 1960–70-es évek modellje, manökenje (egyike az első magyar férfimodelleknek, a nagy generáció egyik manökenje.) A legfoglalkoztatottabb férfimodellek közé tartozott.
Dolgozott a nagy cégek Hungarotex, MDI, OKISZ-labor, KIOSZ, Tannimpex Bőr- és Szőrkereskedelmi Vállalat, Pannónia Szőrmekészítő és Szőrmekonfekció Vállalat, stb. nagy- és szakmai bemutatóin.
Járt külföldön, Kuvaittól Hollandiaig, népszerűsítette a magyar modelleket. Láthattuk plakátokon és katalógusokban, például a Tükör, Képes Újság, Ez a Divat magazinban is.
1975-ben Trogirban,a Nemzetközi Divatfesztiválon képviselte Magyarországot a ruhák bemutatásával, ahol például párizsi, moszkvai, londoni, malmői és mexikói kreációk mutatkoztak be. Itt Dombrády Éva, Lajkovits Ági is képviselte Magyarországot az OKISZ Labor ruháival. Férfimanöken Boross Ferenc, a kiküldött tudósító pedig Lengyel Miklós volt, aki képekben számolt be a fergeteges eseményről. Húsz ország több mint negyven divattervezője mutatta be kollekcióit Trogír főterén.
A manökenévei után megalapította - 1991-ben - a MIKROMÓDI Kft-t, ami megszűnt, de üzletemberként dolgozott tovább. 
Életét végigkísérte a sport szeretete, tizenhárom évig vzilabdázott, utána teniszezett, és már tizenötödik éve golfozik. 
Több mint 10 évig volt keresett manöken.